# Rangstrup-senderen
Rangstrup-senderen er en TV- og radiomast i Sønderjylland, taget i brug i 1957, som Danmarks fjerde TV-sendemast (efter Gladsaxe-senderen (København), Sønder Højrup-senderen (Fyn) i 1955 og Søsterhøj-senderen (Århus) i 1956). Sendemasten er en gittermast fastspændt med stålbarduner.
Fra masten sendtes fra 1957 indtil 31. oktober 2009 analoge VHF TV-signaler på kanal 7 på VHF bånd III, og med vandret polarisering. Effekten var 60 kW. TV-senderen var en hovedsender, og sendeantennen sad i 210 meters højde over terræn, der er i kote 82 meter. Det analoge jordbaserede sendenet for DR1 og DR2 blev nedlagt 31. oktober 2009 og afløst af det nye digitale sendenet, jf. DTT.
Masten havde også en FM radiosende-antenne 176 meter over terræn. Den sendte DR's radio P1, P2, P3 og P4 med 60 kW.
Da TV-sendenettet i Danmark skulle udvides med UHF TV-signaler og med plads til at sende TV 2 (oprettet i 1988), blev der i Sønderjylland bygget en ny sendemast, Rødekro-senderen, som også betegnes Åbenrå-senderen. Denne Rødekro-sender er placeret 6,8 km sydvest for Rødekro (Rødekro Station), og 10,8 km syd for Rangstrup-senderen.
Senderens adresse (postadresse) er Gl. Tøndervej 28, Rangstrup, 6534 Agerskov. Masten står 2,8 km syd for Rangstrup by, 3,6 km øst for Agerskov, og 11 km nordvest for Rødekro (Rødekro Station).
De 2 sendemaster Rangstrup og Rødekro bærer også andet udstyr til radiosending, og de to master supplerede hinanden til at dække behovet for telekommunikation i området.